# Rhotala funesta
Rhotala funesta är en insektsart som först beskrevs av Walker 1870.  Rhotala funesta ingår i släktet Rhotala och familjen vedstritar. Inga underarter finns listade i Catalogue of Life.